# Villars-sur-Ollon
Villars-sur-Ollon is een winter- en zomerkuuroord in de Zwitserse gemeente Ollon (kanton Vaud). De plaats ligt op 1300 meter boven de zee en op 900 meter boven Chablais in het Rhônedal.

## Geboren in Villars-sur-Ollon
- Béatrix Beck (1914-2008), Frans schrijfster van Belgische afkomst
- Olivia Ausoni (1923-2010), alpineskiester en olympisch deelnemer